# Au-delà des collines
Pour plus de détails, voir Fiche technique et Distribution.
Au-delà des collines (După dealuri) est un film roumain réalisé par Cristian Mungiu, sorti en 2012. Le film obtient au Festival de Cannes 2012 le prix du scénario et le prix d'interprétation féminine pour les deux actrices Cosmina Stratan et Cristina Flutur.
Le film sort en Belgique et en France le 21 novembre 2012.

## Synopsis
Jeune roumaine exilée, Alina retrouve à la gare sa compagne d'orphelinat, Voichita, demeurée au pays et devenue nonne dans un monastère orthodoxe. Alina, qui ne peut vivre séparée de Voichita, ne peut comprendre qu'elle se soit mise au service de Dieu. Elle cherche, en pure perte, à l'arracher à l'emprise cléricale. Quitte à sombrer dans une colère hystérique propre à déclencher un drame...

### Inspiration
Le réalisateur s'est librement inspiré d'un fait divers épouvantable datant de 2005, d'après deux romans non fictionnels de Tatiana Niculescu Bran.

## Fiche technique
- Titre original : După dealuri
- Titre français : Au-delà des collines
- Titre international : Beyond the Hills
- Réalisation : Cristian Mungiu
- Scénario : Cristian Mungiu d'après les deux ouvrages de Tatiana Niculescu Bran.
- Photographie : Oleg Mutu
- Montage : Mircea Olteanu
- Costumes : Dana Paparuz
- Maquillage et coiffure = Clara Tudose
- Production : Cristian Mungiu, Pascal Caucheteux, Jean-Pierre Dardenne, Luc Dardenne, Vincent Maraval, Bobby Paunescu, Tudor Reu, Grégoire Sorlat
- Sociétés de production : Mobra Films, Why Not Productions, Les Films du Fleuve, France 3 Cinéma, Mandragora Movies, Canal+, France Télévisions, Ciné+, Wild Bunch, Romanian National Center for Cinematography, Eurimages, Centre national de la cinématographie
- Sociétés de distribution : Wild Bunch (), Le Pacte (), Voodoo Films (), Lumière ( - )
- Pays d'origine :  Roumanie,  France,  Belgique
- Format : couleur - 35 mm - 2,35:1 - Son Dolby numérique
- Genre : drame
- Dates de sortie :
  - France :
    - 19 mai 2012 (Festival de Cannes)
    - 11 novembre 2012 (Arras Film Festival)
    - 16 novembre 2012 (Festival du film de Sarlat)
    - 21 novembre 2012

  - Roumanie : 26 octobre 2012
  - Belgique : 21 novembre 2012
  - États-Unis :
    - Octobre 2012 (Festival international du film de Chicago)
    - 1er octobre 2012 (Festival du film de New York)
    - 15 octobre 2012 (Hawaii Film Festival)
    - Novembre 2012 (AFI Fest)
    - 5 décembre 2012 (Film Society of Lincoln Center)
    - 9 février 2013 (Festival International du Film de Portland)
    - 8 mars 2013 (sortie limitée)
- Classification :
  -  France : tous publics avec avertissement[1]

## Distribution
- Cosmina Stratan (VF : Suliane Brahim) : Voichita
- Cristina Flutur (VF : Zoé Schellenberg) : Alina
- Valeriu Andriuţă (VF : Thibault de Montalembert) : le prêtre
- Dana Tapalaga (VF : Élisabeth Commelin) : la mère supérieure
- Catalina Harabagiu : Antonia
- Gina Tandura : nonne Iustina
- Vica Agache : nonne Elisabeta
- Nora Covali : nonne Pahomia
- Dionisie Vitcu : Mr. Valerica
- Ionut Ghinea : Ionut
- Liliana Mocanu : mère Elena
- Doru Ana : père Nusu
- Costache Babii : docteur Solovastru
- Luminița Gheorghiu : le maître d'école
- Alina Berzunteanu : docteur Radu
- Teodor Corban : inspecteur de police
- Calin Chirila : policier
- Cristina Cristian : Camelia
- Tania Popa (VF : [[[Frédérique Cantrel]]) : La paroissienne

Source et légende : Version française (VF) sur le site d'AlterEgo (la société de doublage)

## Distinctions

### Récompenses
- Festival de Cannes 2012 :
  - Prix du scénario
  - Prix d'interprétation féminine ex æquo pour Cosmina Stratan et Cristina Flutur
- Festival international du film de Dublin 2013 : Meilleure photographie au
- Prix du meilleur film au Festival international du film de Mar del Plata en 2012[3].

### Nominations
- Festival du film de Sydney 2013 : sélection « Features »

## Inspiration
Le scénario est inspiré de deux romans de l'écrivaine roumaine Tatiana Niculescu Bran, eux-mêmes inspirés par l'affaire de l'exorcisme de Tanacu, quand une jeune nonne d'un monastère de la région de Moldavie est morte en 2005 après avoir subi un rituel d'exorcisme.